# Pustleben
Pustleben is een dorp in de Landkreis Nordhausen in de Duitse deelstaat Thüringen. Het dorp was tot 1950 een zelfstandige gemeente. Het wordt genoemd in een oorkonde uit 1152. 
Pustleben maakte deel uit van de gemeente Wipperdorf tot deze op 1 januari 2019 opging in de gemeente Bleicherode.
Bleicherode · Bliedungen · Elende · Etzelsrode · Friedrichsthal · Gratzungen · Hainrode · Helenenhof · Hünstein · Kinderode · Kleinbodungen · Königsthal · Kraja · Mitteldorf · Mörbach · Nohra · Oberdorf · Obergebra · Pustleben · Wernrode · Wipperdorf · Wollersleben · Wolkramshausen